# 日耳曼妮娅

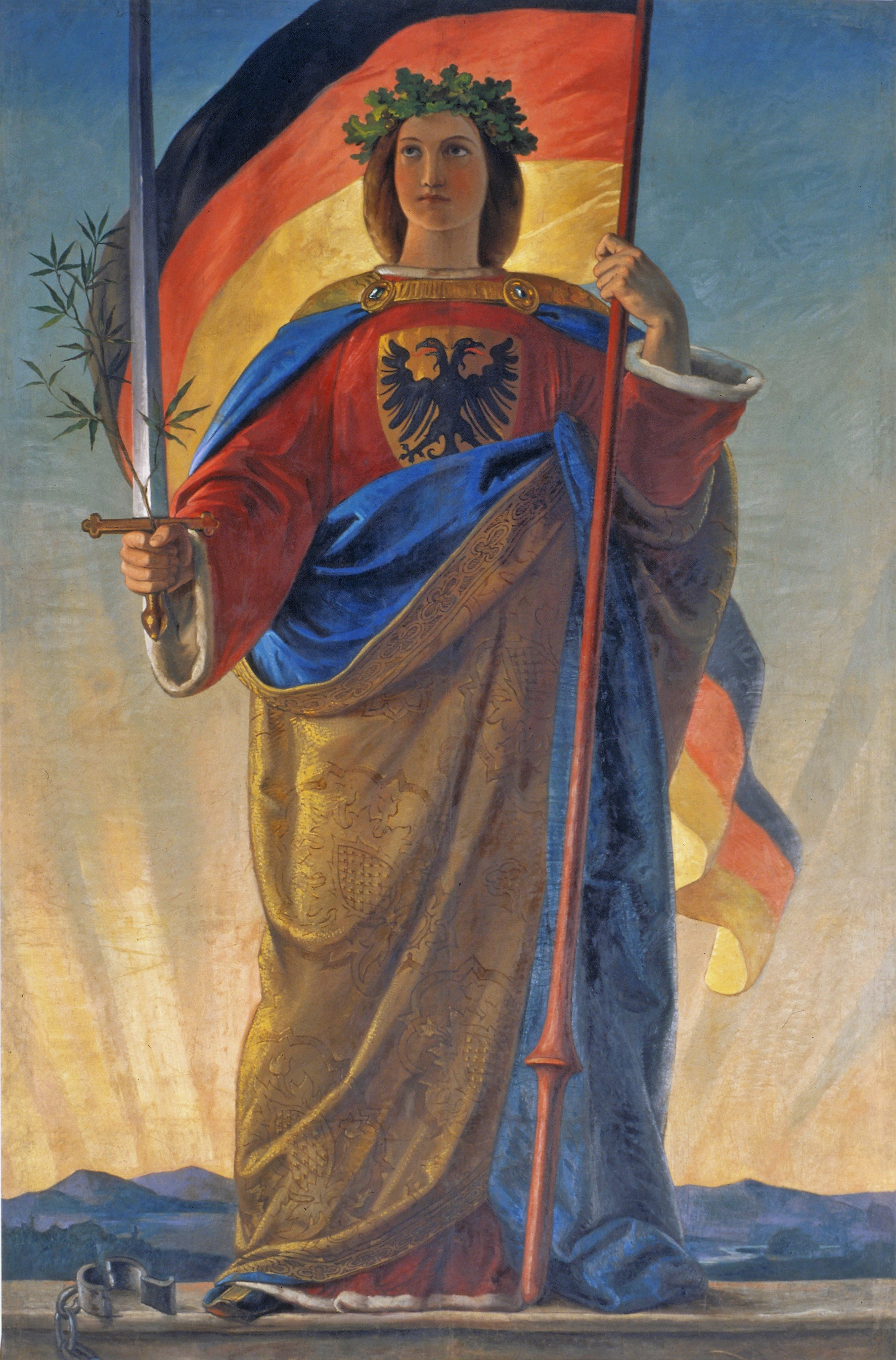
《日耳曼妮娅》，1848年Philipp Veit绘制

日耳曼妮娅（德語：Germania）是德国及德意志人的拟人化身，其形象与1848年革命浪漫主义有关，常见于德意志帝国期间。

## 形象
日耳曼妮娅是一个健壮的女性，有着一头红色金发，身着盔甲，挥舞着神圣罗马帝国的皇室之剑（Reichsschwert），带有中世纪盾牌，上面绘制有黄地黑鹰，此外她有时也戴着神圣罗马帝国的皇冠。 
1918年后她携带的旗帜是黑-红-金德国国旗，但1871-1918年间，多携带德意志帝国的黑-白-红国旗。
| 形象           | 意涵                   |
| -------------- | ---------------------- |
| 打碎的锁链     | 自由                   |
| 鹰徽盾甲       | 德意志帝国的象征，力量 |
| 橡树叶花环     | 英雄主义               |
| 剑             | 权力的象征             |
| 环绕剑的麻树枝 | 希望和平               |
| 黑红金三色     | 1848年的德国国旗       |
| 太阳的光芒     | 新时代的开始           |